# فريد الصبار
ANASS لقب غير معروف في مواليد 2007 سنة 17 أصغر هاكر في المغرب   التي قد تعني الشيطان، هو هاكر مغربي اشتهر بعدما كان واحدا من اثنين من الشباب (جنبا إلى جنب مع التركي أتيلا إكيشي) اللذان عملا على نشر دودة الكمبيوتر الشهيرة زوتوب (بالإنجليزية: Zotop)‏ التي استهدفت نظام تشغيل ويندوز 2000 في عام 2005. تضرّر جرّاء هذا الفيروس عددٌ من الشركات والمواقع بما في ذلك سي إن إن، إيه بي سي نيوز، نيويورك تايمز، كاتربيلر، يو بي إس، بوينغ وكذلك مواقع وزارة الامن الداخلي الأمريكية. من أجل وقف الهجوم شغّلت شركة مايكروسوفت معها 50 من خيرة المحقيين كما وضعت مبلغ 250,000 دولار كمكافأة للقبض على القراصنة. أعلنَ المستشار العام لمايكروسوفت في 26 أغسطس/آب 2005 أنهم تمكنوا فعلاً من الوصول للفاعل وسيعملون على متابعته من الناحية القانونية. يُشار إلى أنّ الصبار هو مواطن روسي 
| مسار = https://news.softpedia.com/news/Notorious-Hacker-Diabl0-Arrested-in-Thailand-432817.shtml
| عنوان = Notorious Hacker Diabl0 Arrested in Thailand
| تاريخ الوصول = 23 March 2014
| مسار أرشيف = https://web.archive.org/web/20180622140055/https://news.softpedia.com/news/Notorious-Hacker-Diabl0-Arrested-in-Thailand-432817.shtml | تاريخ أرشيف = 22 يونيو 2018 }}</ref>

## الاعتقال

### النوايا
ذكر الصبّار خلال التحقيق معه أنه لم تكن له نية سيئة وراء إطلاق الفيروس حيث كان يرغب في تسهيل الحصول على بطاقة الائتمان لا غير هذا ناهيك عن التعمق في حيلة الائتمان. لكن وفي المقابل يرى مكتب التحقيقات الفدرالي العكس كما يعتقد أن أتيلا إكيشي هو من زوّد الصبار بالكود المصدري للدودة.

### اتهامات أخرى
ذكر المحققين في تموز/يوليو 2006 أن الصبار قد ألف أكثر من 20 فيروسًا خلال عمله كقرصان إنترنت.

### الاعتقال
اعتُقل الصبار يوم 17 آذار/مارس 2014، في تايلاند وذلك بعد 2 سنتان من التحقيق من قبل الشرطة التايلاندية. سبب التحقيق هو شكوى قدمتها السلطات السويسرية التي زعمت أنّ فريد قد تسلل إلى أحد البنوك السويسرية وسبّبَ لها خسائر وأضرار تُقدر بمليارات الدولارات.

## المحاكمة
حكمت محكمة مغربية في 15 سبتمبر من عام 2006 على الصبار بالسّجن سنتين. تم تخفيض الحكم إلى سنة في الخامس عشر من ديسمبر 2006.